# فهرست بازیگران زن سینمای هند
فهرست بازیگران زن سینمای هند (انگلیسی: List of Indian film actresses)
در زیر فهرست بازیگران زن برجسته سینمای هند بر اساس حروف الفبای انگلیسی آورده شده‌است.

## A
- آدیتی پوهانکار
- آهانا کومرا
- آکانکشا سینگ
- آمانا شریف
- آنچال مونجال
- آرتی
- آرتی آگاروال
- آرتی چهابریا
- آشکا گوردیا
- آبهیرامی
- آدا شارما
- آدیتی آریا
- آدیتی راوی
- آدیتی شارما
- آدیتی گویتریکار
- ادیتی رائو حیدری
- آدیتی سارنگدر
- آدوانی لاکشمی دِوی
- اهانا کریشنا
- احساس چانا
- ایمی باروه
- آیندریتا ری
- آیشا شرما
- آیشواریا
- آیشواریا ارجن
- آیشواریا دوان
- آیشواریا ناگ
- آیشواریا رای
- آیشواریا راجش
- آیشواریا ساخوجا
- آکانکشا جونجا
- اکشا پاردسانی
- اکشارا گودَ
- آکشارا حسن
- آلیا بات
- آلایا فورینتورووالا
- آمالا آکیننی
- امالا پال
- آمبیکا
- آمیتا
- آمیشا پاتل
- آمولیا
- آمریتا ارورا
- آمریتا پراکاش
- آمریتا پوری
- آمریتا رایو
- آمریتا رایچند
- آمریتا سینگ
- آمریتا آینگار
- آمروتا خانویلکار
- آمروتا سوبهاش
- آمیرا دستور
- ایمی جکسون
- آنایکا سوتی
- آنانیا
- آنانیا پاندی
- آنانیا کاساراوالی
- اناسوارا کومار
- اناسوارا راجن
- آندریا جرمیا
- آندریا دسوزا
- آنیندیتا نایر
- انگیرا دار
- انی
- آنیتا حسناندانی ریدی
- آنیتا گوها
- آنیتا راج
- آنجلا زواری
- آنجلی
- آنجلی دوی
- آنجلی سودهاکر
- آنجانا بومیک
- آنجانا سوکهانی
- آنجو ماهندرو
- آنکیتا لوکانده
- آن آگوستین
- انسیبا حسن
- آنتارا مالی
- آنو پراباکار
- آنو سیتارا
- آنوپاما پارامیسواران
- آنوپریا گوئنکا
- آنو مهتا
- آنوریتا جیها
- انوشا دندکار
- انوشکا رنجان
- انوشکا سن
- انوشکا شارما
- آنوشکا شتی
- انویا بهاگوت
- آنیا سینگ
- اپارنا باجپای
- آپارنا بالامورالی
- آپارنا سن
- آپوروا آرورا
- آرچانا
- آرچانا کوی
- آرچانا پوران سینگ
- آرچانا گوپتا
- آرچیتا ساهو
- آریونا بلراج
- آریونا ایرانی
- آرونداتی ناگ
- اسواری جوشی
- آشا نگی
- آشا بات
- آشا پارک
- آشا ساینی
- آشیما بهلا
- اشنور کائور
- آشوینی بیهیو
- آشوینی کالسکار
- آسین
- عطیه شتی
- اتولیا روی
- عایشا جولکا
- آیشا رزا
- آیشا تاکیا
- آکانکشا پوری
- اوانی مودی
- آوانتیکا میشرا
- اونیت کائور
- ایشواریا منون
- آریترا گوش

## B
- بابیتا
- بارکا سنگوپتا
- برخا سینگ
- بالا حجام
- بارشا رانی بیشایا
- بینا بانرجی
- بهاگیاشره
- بهایراوی گوسوامی
- باما
- بانوماتی راماکریشنا
- بهانوپریا
- بهارتی ویشنووردان
- بهارگوی نارایان
- بهاوانا
- بهاوانا (بازیگر)
- بهاوانا رائو
- بهوانی پراکاش
- بهاویا
- بومیکا چاولا
- بومی پدنکار
- بیانکا دسای
- بیدیتا باگ
- بیندو
- بیندو مادهوی
- بیپاشا باسو
- بینا رای
- بابی دارلینگ
- برونا عبدالله
- بی.وی.رادها

## C
- کارول گرسیاس
- سلینا جایتلی
- چاهات خانا
- چندراکالا
- چاندریکا
- چارمیلا
- چارمی کائور
- چارو اسوپا
- چایا سینگ
- چتانا داس
- چتنا پاند
- چاوی میتال
- چیپی رنجیت
- چیترا
- چیترانگادا سینگ
- چیتراشی راوت
- کاترین ترسا
- کلودیا کیسلا

## D
- دیپتی ساتی
- دیزی بوپانا
- دیزی شاه
- دیزی ایرانی
- دباشری روی
- دکشا ست
- دیپا ساهی
- دیپا سانیدهی
- دیپال شاو
- دپیکا امین
- دیپیکا چیخالی
- دیپیکا پادوکونه
- دیپیتی نوال
- دیپتی بهاتناگار
- دلناز ایرانی
- دیوایانی (بازیگر)
- دویکا
- دویکا رانی
- دارتی بات
- دیا میرزا
- دیانا هایدن
- دیانا پنتی
- دیگانگانا سوریاوانشی
- دیمپل جانگیانی
- دیمپل کاپادیا
- دیپانیتا شارما
- دیشا پرمار
- دیشا پاتانی
- دیشا واکانی
- دیویا بهرتی
- دیویا دوتا
- دیویا خوسلا کومار
- دیویانکا تریپاتهی
- دراشتی دامی

## E
- الی آورام
- ایشا دئول
- ایشا گوپتا
- انا ساها
- ایشا ربا
- اولین شارما
- الینا سامانترا
- اریکا فرناندز

## F
- فرح (بازیگر)
- فریده جلال
- فاطمه ثنا شیخ
- فاطمه بیگم
- فریدا پینتو
- فرینا وزیر

## G
- گابریلا برتانت
- گجل
- گوهر خان
- گاوری کارنیک
- گائوتامی
- گایاتری راگورام
- گایاتری
- گایاتری
- گایاتری جایرامن
- گایاتری جاشی
- گایاتری پاتل
- گیتا بالی
- گیتا باسرا
- گیتا دات
- گتانجالی تاپا
- گیتا
- گیتو موهانداس
- جنلیا دی‌سوزا
- گیریجا
- گیریجا لوکش
- گیریجا شتار
- جیزلی مونتیرو
- گوپیکا
- گاوری پاندیت
- گوری مونجال
- گول پاناگ
- گونجان مالهوترا

## H
- هانیسکا موتوانی
- هارینی
- هاریپریا
- هارشیکا پوناچا
- هسلین کائور
- هازل کیچ
- هیرا راجاگوپال
- هلن (بازیگر)
- هما بلور
- هما پرابهات
- هما مالینی
- هونی رز
- هیریشتا بهات
- هما قریشی
- حمائمه ملک
- هباه پاتل
- هینا خان
- هیبا نواب

## I
- ایندرانی هالدار
- انایا (بازیگر)
- ایراوتی هرشی
- ایشا چاولا
- ایشا شاروانی
- ایشا کوپیکار
- ایشا تالوار
- ایشیتا داتا
- ایشیتا راج شارما
- ایزابلی لیت
- ایلیانا دی‌کروز

## J
- ژاکلین فرناندز
- جنت زبیر رحمانی
- جانوی کاپور
- جاسمین باسین
- جایابهاراتی
- جایاچیترا
- جی. جی‌للتا
- جایا باچان
- جایا پرادا
- جایا سیل
- جایاسودها
- جایامالا
- جایامالینی
- جنیفر کوتوال
- جنیفر وینگت
- جهرنا بجراچاریا
- جهتلکا ملهوترها
- جیا خان
- جوهی چاولا
- جوهی بابار
- جیوتیکا
- جونیتا گندهی

## K
- کاینات ارورا
- کجال آگاروال
- کاجل کیرن
- کاجنبای
- کاجول
- کالکی کوچلین
- کالپانا (بازیگر کنادا)
- کالپانا موهان
- کالپانا (بازیگر مالایالم)
- کالپانا ایر
- کالپانا کارتیک
- کالیانی پریادارشان
- کامینی کاشال
- کامینی کدم
- کامالینی موکرجی
- کامنا جتملانی
- کناکا
- تی. کناکام
- کانچنا
- کانگانا رانوت
- کانیکا
- کارینا کاپور
- کاریسما کاپور
- کاریشما کوتاک
- کاریشما شرما
- کاریشما تانا
- کارونیا رام
- کارتیکا متئو
- کارتیکا نایر
- کاترینا کایف
- کشمیرا ایرانی
- کاشمیرا شاه
- کاوشلیا
- کویور پوناما
- کاویا ماداوان
- کیرتی ردی
- کرتی سورش
- کیارا ادوانی
- کیمی کاتکر
- کیمی ورما
- کیم شارما
- کیم یشپال
- کیران راتود
- کیرون کهیر
- کیرات باتال
- کیران جونجا
- کریتی کولهاری
- کیتو جیدوانی
- کوئل مالیک
- کوئل پوری
- کوئنا میترا
- کومل جها
- کونکونا سن شارما
- کی.آر. ویجیا
- کریشنا
- کریتی کارباندا
- کریتی سانون
- کریتیکا کامرا
- کریستال دی‌سوزا
- کبری سایت
- خوشبو ساندار
- کوماری
- کوم کوم
- کلجیت رانداوا
- کولراج رانداوا
- کیرا دات

## L
- لیلا
- لالیتا پاوار
- کی.پی.ای.سی. لالیتا
- لالیتا
- لارا دوتا
- لاکشمی
- لاکشمی چاندراشکر
- لاکشمی دوی
- لاکشمی چایا
- لاکشمی گوپالاسوامی
- لاکشمی مانچو
- لاکشمی منون
- رائی لاکشمی
- لاتا
- لارن گوتلیب
- لاوانیا تریپاتی
- لعیا
- لیلا چیتنیس
- لیلاوتی
- لینا چنداورکار
- لینا جومانی
- لکها واشینگتن
- لنا
- لسلی تریپاتی
- لیلیت دوبی
- لیسا ری
- لیسا هایدون

## M
- مادهوی
- مادهو
- مدهوبالا
- مادهومیتا
- مادهوری باتاچاریا
- مادهوری دیکشیت
- مادهوری ایتاگی
- مادهوریما تولی
- مدهوریما
- مادو شالینی
- مدهورا نایک
- مدونا سباستین
- ماهاسوتا ری
- مهالکشمی
- ماهک چاهال
- ماهی گل
- ماهیکا شرما
- ماهیکا چودری
- ماهره خان
- ماهو رویچودوری
- مالا سینها
- مالاشری
- مالاویکا
- مالایکا آرورا
- مالاویکا آویناش
- مالاویکا موهانان
- مالویکا نایر
- مالاویکا نایر
- مالاویکا ولز
- مالیکا کاپور
- مالیکا شراوات
- مامتا کولکارنی
- مامتا موهانداس
- مانسی پاریخ
- ماناسوی مامگای
- مانداکینی
- ماندانا کریمی
- ماندیرا بدی
- مانینی میشرا
- مانیشا کویرالا
- مانجاری فاندیس
- مانجیما موهان
- مانجو بارگوی
- مانجو واریر
- مانجولا
- مانجولا ویجایاکومار
- مانوراما
- مانوشی چیلار
- مانیا
- مانیا پاتهک
- معصومه ماکیجا
- ماورا حسین
- میوری کانگو
- مینا
- مینا کوماری
- میناکشی
- میناکشی
- میناکشی دیکسیت
- میناکشی سشادری
- میرا
- میرا چوپرا
- میرا جازمین
- میرا ناندان
- میرا سایال
- میرا واسودوان
- مهرین پیرزادا
- مگها آکاش
- مگنا گانکار
- مگنا نایدو
- مگنا راج
- مهر ویج
- مرل اوبرون
- میا اویدا
- مینیشا لامبا
- مینی ماتور
- مینک برار
- میتا واشیشت
- میشتی
- میتیلا پالکار
- میترا کوریان
- مولویا گوسوامی
- مومل شیخ
- آنتارا بیسواس
- مونا سینگ
- منالی تاکور
- مونیکا
- مونیکا بدی
- مونیشا اونی
- مون مون سان
- مونی روی
- موشومی چاترجی
- مرینال کولکارنی
- مرینالینی شارما
- مرونال تاکور
- مرونمایی دشپنده
- موکتا باروی
- مومیث خان
- ممتاج
- ممتاز شانتی
- ممتاز
- ممتاز سورکار
- موگدا گودسه
- مونمون دتا
- موگدها چافکر
- موسکان میهانی
- میناواتی

## N
- نبها ناتش
- نادره
- نادیا
- ناگما
- نالینی
- نالینی جایوانت
- نامراتا شیرودکار
- نامراتا تاپا
- نامیتا
- نامیتا پرمود
- ناندا
- ناندانا سن
- ناندیتا چاندرا
- ناندیتا سویتا
- ناندیتا داس
- نرگس
- نرگس فخری
- ناتالیا کائور
- نائوهد سیروسی
- نوشین سردار علی
- ناونیت کائور
- ناونیت کائور دیلون
- ناویا نایر
- نایانتارا
- نظریه ناظم
- نیلم کوتهاری
- نیلم ورما
- نیلیما عظیم
- نینا گوپتا
- نینا کولکهنی
- نها بمب
- نیها دوپیا
- نها هینگه
- نها خان
- نها مهاجان
- نیها اوبروی
- نها شارما
- نیرو باجوا
- نیتو
- نیتو چاندرا
- نیتو سینگ
- نترا راگورامان
- نیا شرما
- نیکولت برد
- نیدی آگروال
- نیدهی سوبایاه
- نیهاریکا کونیدلا
- نیهاریکا سینگ
- نیهاریکا رییزادا
- نیکشا پاتل
- نیکی آنجا والیا
- نیکیتا آناند
- نیکیتا آریا
- نیکیتا دوتا
- نیکیتا تاکرال
- نیکی گالرانی
- میرا چوپرا
- نیمیشا سجایان
- نیممی
- نیرمالا چناپا
- نیروپا روی
- نیرمالاما
- نیروشا
- نیشا آگاروال
- پریانکا کوتاری
- نیشا راویکریشنان
- نیشی
- نیشیتا گوسوامی
- نیتیا منن
- نیودیتا جین
- نیودیتا جوشی صراف
- نیویتا توماس
- نیوتا پتوراج
- نور جهان
- نورا فتحی[۱]
- نوتان
- نیمرات کور
- نصرت باروچا
- ناتالیا کائور
- نایلا اوشا

## O
- اُویا

## P
- پادماپریا
- پادما کانا
- پادما کومتا
- پادما لاکشمی
- پادما وسنتی
- پادماجا رائو
- پادمینی کولاپوری
- پادمینی
- پادماواتی رائو
- پالاوی جوشی
- پالاوی کولکارنی
- پالاوی سابهاش
- پالاوی شاردا
- پانچی بورا
- پانداری بای
- پانکوری اوستی رود
- پاکی تایریوالا
- پائولی دام
- پرینیتی چوپرا
- پارمیندر ناگرا
- پارول چاوهان
- پارول گولاتی
- پارول یادو
- پاروتی جیرام
- پارواتی نایر
- پارواتی اوماناکوتان
- پارواتی ملتون
- پارواتی
- پروین بابی
- پیشنس کوپر
- پاترالیکا پاول
- پایال روهاتگی
- پایل سرکار
- پایال غوش
- پریزاد زورابیان
- پیا باجپای
- پلابیتا بورتاکور
- پوجا باترا
- پوجا بدی
- پوجا بات
- پوجا چوپرا
- پوجا گاندی
- پوجا گور
- پوجا هگده
- پوجا کانوال
- پوجا لوکش
- پوجا ساوانات
- پوجا اوماشانکار
- پونام بجوا
- پونام دیلون
- پونام کائور
- پونام پاندی
- پورنیما باگیاراج
- پرایاگا مارتین
- پراچی دسای
- پراچی شاه پاندیا
- پرامیلا جوشای
- پرتیبها سینها
- پرانیتا سوبهاش
- پرارتنا بهیر
- پرستوتی پاراشر
- پریتا ویجیکومار
- پریتی جانگیانی
- پریتی زینتا
- پرما
- پرما ناراین
- پریتی سپرو
- پریا آناند
- پریا باپت
- پریا گل
- پریا لعل
- پریا رامان
- پریا راجوانش
- پریا بوانی شنکر
- پریا وال
- پریامانی
- پریانکا باسی
- پریانکا چوپرا
- پریانکا آرول موهان
- پریانکا نایر
- پریانکا اوپندرا
- پریتیکا رائو
- پوجا گوپتا
- پوجا بنرجی
- پوربی جوشی

## R
- راکهی گلزار
- رادیکا آپته
- رادیکا مادان
- رادیکا ساراتکومار
- رچنا نارایانانکوتی
- روچانا بانرجی
- رادا
- رادا سلوجا
- رادیکا چاودری
- رادیکا کوماراسوامی
- رادیکا پاندیت
- راگینی، خواهران تراوانکور
- راگینی دویودی
- راگینی خانا
- رایما سن
- راجیشا ویجین
- راجشری
- راجشری دشپانده
- راکهی ساوانت
- راکول پریت سینگ
- راکشیتا
- راشی خانا
- رمبها
- رامشوری
- رنجیتا کائور
- رنجیتا
- رجنی
- رانی موکرجی
- رامیا
- رامیا بارنا
- رامیا کریشنان
- رامیا سری
- رامیا نمبیسن
- راسی
- راشی مال
- راشمی
- راشامی دسای
- راشمی گاوتم
- راشمیکا ماندانا
- راتان راجپوت
- راتی آگنیهوتری
- راتی پاندی
- راتنا پاتک
- راوینا تاندون
- رینا روی
- ریما لاگو
- ریما سن
- رجینا کاساندرا
- ریکا
- رخا
- رخا داس
- رخا انا
- رخا وداویاسا
- رینو متیوس
- رنوکا منون
- رنوکاما مورگود
- رنوکا شاهانه
- رواتهی
- ریا چاکرابورتی
- ریچا آهوجا
- ریچا چادا
- ریچا گانگوپادیای
- ریچا پالود
- ریچا پانای
- ریچا شرما
- ریدهی دوگرا
- ریما کالینگال
- ریمی سن
- ریمی تامی
- رینکی خانا
- رینکو راجگورو
- ریتا بهادری
- ریتیکا سینگ
- ریتوپارنا سنگوپتا
- ریا سن
- روهینی هاتانگادی
- روهینی
- روجا سلوامانی
- روجا رامانی
- روما اسرانی
- روپا گانگولی
- روپا ایر
- رشنی چوپرا
- آر.تی.راما
- روچا گجراتی
- روپینی
- رنجنا دیشموخ

## S
- سابیتری چترجی
- صبا قمر
- صبا آزاد
- شیوالیکا اوبروی
- سوبهیتا دولیپالا
- اس. وارالاکشمی
- سدها
- سادهانا شیوداسانی
- ساگاریکا غاتگ
- ساگاریکا
- سجل علی
- سنا الطاف
- سنا مکبول
- ساندیا
- سای لوکور
- سایامی کر
- سامسکروتی شنوی
- سمیوکتا هگدی
- ساندیپا دار
- ساندیا
- ساندیا مریدول
- ساندیا روی
- سانایا ایرانی
- سانیا مالهوترا
- سانیا آنکلیساریا
- سنجیدا شیخ
- ساکشی شیوانند
- ساکشی تنور
- سای پالاوی
- سای تامانکار
- سایرا بانو
- سلما آقا
- سالونی اسوانی
- سامانتا روت پرابو
- سامکشا
- سمیرا ردی
- ساموروتا سونیل
- سنا امین شیخ
- سنا خان
- سنا سعید
- سنچیتا پادوکونه
- ساندیپا دار
- سانجیتا بجلانی
- ساندرا ایمی
- صنوبر کبیر
- سندالی سینها
- سنگوی
- سانجانا گالرانی
- پوجا گاندی
- سانتوشی
- سارا علی‌خان
- سارا جین دیاز
- سارا لورن
- سارانیا موهان
- سارانیا پونوانان
- سریو موهان
- ساریکا
- ساریتا
- سروجا دوی
- ساتروپا پاینی
- ساتیابهاما
- سایمویا تاندون
- ساویتری
- سایالی بگت
- سایانی گوپتا
- سایشا سایگال
- سیرات کاپور
- سیما بیسواس
- سیما پوا
- سیما شیندی
- سیتا
- شبانه اعظمی
- شانتیپریا
- شالینی (شالینی فرزند)
- شامیلی (شامیلی فرزند)
- شاهانا گوسوامی
- ساکشی تنور
- شارمیلا ماندره
- شرمیلی
- شیبانی داندکر
- شریا ناریان
- شاکلا
- شالینی پاندی
- شامیتا شتی
- شانتاما
- شانتیپریا
- شارمیلا تاگور
- شاشیکالا
- شازن پودماسه
- شبا چادها
- شیلا
- شیلا کائور
- شینا باجاج
- شینا چوهان
- شینا شاه‌آبادی
- شناز تراسوری
- شرین
- شرلین چوپرا
- شیلپا شتی
- شیلپا شوکلا
- شلیپا شیرودکار
- شیلپا تولسکر
- اوهانا شیواناند
- شیلپی شارما
- شیوانی رگهوونشی
- شیوانگی جوشی
- شریا دانوانتری
- شروتی نایدو
- شیلاجا ناگ
- شویتا باسو پراساد
- شویتا بهاردواج
- شویتا منون
- شویتا گولاتی
- شویتا تیواری
- شویتا تریپاتی
- شوبانا
- شوبنا سامارت
- شرادا آریا
- شرادها داس
- شرادها کاپور
- شرادها سرینات
- شروتی حسن
- شروتی سودهی
- شروتی
- شروطی ست
- شروتی شرما
- شریتا شیواداس
- شریا سارن
- شیریا پیلگانکار
- شریا شامرا
- شوبا پونجا
- شیاما
- سیجا رز
- سیمی گریوال
- سیمونه سینگ
- سیمپل کاپادیا
- سیمران موندی
- سیمران
- سیندو
- سیندو تولانی
- سیندو منون
- سیلک سمیتا
- سیتهارا
- اسمیتا پاتیل
- سمریتی ایرانی
- سمریتی کالرا
- اسناها اولال
- سنها
- سنیگدا آکلکار
- سوها علی خان
- سوناکشی سینها
- سونالی بندره
- سونالی کولکارنی
- سونالی راوت
- سونالی کولکرنی
- سونال چوهان
- سونام
- سونام باجوا
- سونام کاپور
- سونالیکا جوشی
- سوناریکا بهادریا
- سونیا آگراوال
- سونالی سیگال
- سونو
- سونو والیا
- سوفی چوداری
- سونداریا
- ساوکار جانکی
- اسپروها جوشی
- شراینتی چترجی
- سری دوی
- سریتی جها
- سری دیویا
- سریویدیا
- سریپریا
- ام.اس. سوبولاکشمی
- سوباشری
- سوچیترا
- سوچیترا کریشنامورتی
- سوچیترا پیلای
- سوچیترا سن
- سونیتا
- سودها بلاوادی
- سودها چاندران
- سودها رانی
- سودها ناراسیماراجو
- سودیپتا چاکرابورتی
- سوهاسی دامی
- سوهاسینی مانیراتنام
- سوجاتا
- سوکیرتی کندپال
- سوکوماری
- سولکشنا پندیت
- سولوچنا لاتکار
- سولوچنا چاترجی
- سومالاتا
- سومان نگرکر
- سومان رانگاناتان
- سومیترا
- سومیترا دوی
- سوناینا
- سانی لئونه
- سوربهی چاندانا
- سوربهی جیوتی
- سوپریا دوی
- سوپریا کارنیک
- سوپریا پاتاک
- سوپریا پیلگانکار
- سوپریا شوکلا
- ثریا
- سوروین چاولا
- سوریاکانتام
- سوشما ردی
- سومالاتا
- سووالاکشمی
- سواتی ردی
- سواپنا
- سواروپ سمپات
- سواستیکا موکرجی
- سریندی شتی
- سوارا باسکار

## T
- تابو
- طاهره کوچر
- طناز ایرانی
- تانیشا موکرجی
- تانوشری دوتا
- تانوجا
- تنو رای
- تانوی عظمی
- تمنا باتیا
- تانیشتا چاتراجی
- تاپسی پانو
- تارا
- تارا (بازیگر کانارایی)
- تارا دشپاند
- تارا دی سوزا
- تارا شارما
- ترانا راجا
- تارونی ساچدیو
- تجاسوی مادیوادا
- تینا دسای
- تیا باجپای
- تیلوتما شوم
- تیان آمبانی
- تینا دوتا
- تیسکا چوپرا
- تریپورامبا
- تریشا
- تولیپ جوشی
- تون تون
- توینکل خانا
- تارا آلیشا بری
- تارا سوتاریا

## U
- اودایاتارا
- اودایا چاندریکا
- اودیتا گوسوامی
- اوما شانکاری
- اوما پادمان‌هان
- اوماساشی
- اوماشری
- اوشا چاوان
- اورمیلا ماتوندکار
- اورمیلا کوتاری
- اورواشی (بازیگر)
- اورواشی دولاکیا
- اورواشی شارما
- اوشا کیران
- اوشا نادکارنی
- اوشا نایک
- اولکا گوپتا
- اوپسانا سینگ
- اورواشی رائوتلا

## V
- وانی کاپور
- ونیتا ویجیکومار
- ودیووکرسی
- وایدهی پرشورامی
- وایشالی دسای
- واندانا گوپته
- ونیشری
- وانیشری
- وانی بوجان
- وانی ویسوانات
- ونیتا واسو
- وایشناوی ماهنات
- وروشیکا مهتا
- وارالاکسمی ساراتکومار
- وارشا بولاما
- وارشا اوسگااونکار
- واسوندارا داس
- ودیکا
- وینا ملک
- وینا سوندار
- وینا (بازیگر)
- وگا تاموتیا
- ویبها چیبر
- ویدوبالا
- ویدیا بالن
- ویجایا رای
- ویتیکا شرو
- ویدیا مالواده
- ویدیا سینها
- ویشاکا سینگ
- ویجایتا پاندیت
- ویجیلاکشمی
- ویجیلاکشمی سینگ
- ویجایاشانتی
- ویمالا رامان
- وینایا پرساد
- ویجینتی مالا

## W
- وحیده رحمان
- وامیکا گبی
- والوشا دسوزا

## Y
- یگنا شتی
- یامی گوتام
- یمونا
- یوگتا بالی
- یانا گوپتا
- اوکتا موکهی
- یوویکا چانداری

## Z
- زهیرا
- زایرا واسیم
- زارینا وهاب
- زرین خان
- زویا افروز
- زوآ مورانی
- زینت امان
- زویا خان
- زبیده
- زهیدا